# Bois-d'Arcy, Yonne
Bois-d'Arcy är en kommun i departementet Yonne i regionen Bourgogne-Franche-Comté i norra Frankrike. Kommunen ligger i kantonen Vermenton som tillhör arrondissementet Auxerre. År 2022 hade Bois-d'Arcy 23 invånare.

## Befolkningsutveckling
Antalet invånare i kommunen Bois-d'Arcy
| Referens: INSEE |